# NATO-Osterweiterung
Die NATO-Osterweiterung bezeichnet den Beitritt von Staaten des ehemaligen militärischen Beistandsbündnisses Warschauer Pakt – beziehungsweise deren Nachfolgestaaten, ehemaliger Sowjetrepubliken, sowie von Nachfolgestaaten des damals blockfreien Jugoslawiens zur NATO. Sie vollzog sich bisher in fünf Schritten zwischen 1999 und 2020:
- 1999 Polen, Tschechien und Ungarn
- 2004 Estland, Lettland, Litauen, Slowakei, Rumänien, Bulgarien und Slowenien
- 2009 Kroatien und Albanien
- 2017 Montenegro
- 2020 Nordmazedonien

Losgelöst davon, dass auch schon von sowjetischer bzw. russischer Seite mehrfach der eigene NATO-Beitritt thematisiert worden war, sahen die russischen Regierungen die von Russland unabhängigen Beitrittsbestrebungen der ehemaligen Paktstaaten wie jene der Visegrád-Gruppe oder der Länder des Balkans latent bzw. oft als Herausforderung. In ihrer Argumentation gegen die Osterweiterung beziehen sich die Vertreter Russlands meist auf ein mündliches Versprechen des Westens, die NATO nicht dorthin auszudehnen (siehe unten) und auf Sicherheitsinteressen Russlands. Über Gründe, Zielsetzungen und Auswirkungen der Beitritte ostmitteleuropäischer und osteuropäischer Staaten ist (auch in einem breiten gesellschaftlichen Kontext) kontrovers diskutiert worden.

Animation mit der Darstellung der schrittweisen Erweiterung der NATO

## Kontroversen
Nach der vollständigen Auflösung des Warschauer Paktes zum 1. Juli 1991 wurden Beitrittswünsche der mittel- und osteuropäischen Staaten in ein anderes kollektives Verteidigungsbündnis – beginnend ab 1991 mit der Gründung der Visegrád-Gruppe – von Teilen der Öffentlichkeit und Eliten, der Streitkräfte und Geheimdienste sowie der Administrationen der Russischen Föderation zunehmend kritisch beurteilt. Die Entschiedenen unter den russischen Kritikern nahmen stets auf ein angebliches Versprechen „des Westens“ Bezug, die NATO nicht auszudehnen, welches gebrochen worden sei, außerdem auf Sicherheitsinteressen Russlands als Folge des Zerfalls der Sowjetunion. Der russische Präsident Putin gratulierte noch 2004 den baltischen Staaten zum Beitritt. So sagte er am 2. April 2004: „Hinsichtlich der Nato-Erweiterung haben wir keine Sorgen mit Blick auf die Sicherheit der Russischen Föderation.“ Mit Unterzeichnung durch denselben Präsidenten Putin trat am 31. Dezember 2015 Ukas 683 und damit eine neue Militärdoktrin in Kraft, welche erstmals die USA sowie deren Alliierte, die NATO und die EU als Bedrohung für Russland und seine Nachbarn benannte. Gleichzeitig habe Putin die OSZE als Verkörperung der Friedensordnung in Europa marginalisiert, so Pälvi Pulli.
Der Begriff NATO-Osterweiterung wird inzwischen von spezialisierten Historikern und Politikwissenschaftlern als russische Propaganda und als ein russisches Narrativ gesehen. Nicht die NATO habe sich von sich aus erweitert, so die Militärexpertin Claudia Major (Stiftung Wissenschaft und Politik) und die Sicherheitsexpertinnen Ulrike Franke, Jana Puglierin, Margarete Klein und Florence Gaub, sondern die Staaten des ehemaligen Warschauer Paktes – beziehungsweise deren Nachfolgestaaten–, die baltischen Staaten sowie die Nachfolgestaaten des blockfreien Jugoslawiens hätten um Aufnahme gebeten. Daher sei es falsch, von NATO-Osterweiterung zu sprechen.

### Position der Sowjetunion und Russlands
Michail Gorbatschow, der von März 1990 bis Dezember 1991 Staatspräsident der Sowjetunion war bzw. die sowjetische Regierung, stimmten mit dem 2+4-Vertrag, Art. 6, dem Recht des vereinten Deutschland auf freie Bündniswahl zu, wenngleich Art. 5, Absatz 3 für das Gebiet der DDR festschreibt, dass dort künftig deutsche Streitkräfteverbände, die einem Bündnis angehören, stationiert werden dürfen, aber keine ausländischen. Einerseits war für Gorbatschow eine Vergrößerung der NATO-Zone auf Ostblock-Staaten „inakzeptabel“. In einem Telegramm an den französischen Präsidenten vom April 1990 schlug Gorbatschow wiederum eine paneuropäische Sicherheitsarchitektur unter Führung der NATO vor. Im Mai 1990 erwog er sogar eine Mitgliedschaft der Sowjetunion in der NATO. Die Ablehnung einer NATO-Erweiterung auf die mittelosteuropäischen Staaten bzw. vor allem die Ablehnung einer von der Sowjetunion bzw. dann Russland gänzlich unabhängigen freien Bündniswahl dieser Mitgliedsstaaten des sich zum 1. Juli 1991 auflösenden Warschauer Paktes blieb eine Konstante der Außenpolitik der sowjetischen Regierung und Politik bis zum von Hardlinern und Reaktionären versuchten Moskauer Augustputsch 1991.
Nach der Auflösung der Sowjetunion Ende Dezember 1991 übernahm die Russische Föderation de facto die Rechtsnachfolge der Sowjetunion. Bei der Frage eines frei und selbst bestimmten NATO-Beitritts ehemaliger Warschauer-Pakt-Mitglieder agierte der russische Außenminister Kosyrew anfangs anscheinend hinhaltend und versuchte eine Integration der ehemaligen Mitgliedsstaaten in eine unbestimmte Zukunft zu verzögern, verbunden mit Anspruch, diese Staaten sollten einen möglichen Beitrittsprozess mit der Moskauer Administration 'koordinieren'. Zugleich bestand anfangs von Seiten der NATO und der NATO-Mitglieder zudem weit überwiegend kein Interesse am Beitritt ehemaliger Warschauer-Pakt-Staaten. Doch bis Ende 1992 geriet Außenminister Kosyrew mit seinem vergleichsweise moderaten außenpolitischen Kurs wohl unter massiven Druck von Konservativen und russischen Nationalisten, vor ihrer möglichen Machtübernahme warnte er spektakulär Mitte Dezember 1992. Nachfolgend wurden ab Januar 1993 neue außenpolitische Richtlinien erarbeitet, die im April genehmigt wurden, in welchen sowjetisch-russische Großmacht-Führungs- und Sicherheitsansprüche z. B. gegenüber den ehemaligen anderen sowjetischen Gebieten und Republiken, den GUS-Staaten als 'Nahes Ausland', deutlicher wurden. Sowohl die öffentliche Meinung wie auch die hohe Politik veränderten sich analog, was Fragen eines möglichen NATO-Beitritts mittelost- und vor allem osteuropäischer Staaten betraf, blieb aber dennoch immer wieder ambivalent.
Ende August 1993 formulierte Präsident Boris Jelzin beim Besuch in Warschau erstmals öffentlich in einer gemeinsamen Erklärung mit dem polnischen Staatspräsidenten Lech Wałęsa explizit eine Art Billigung der Bemühungen verschiedener mittelosteuropäischer Regierungen für einen Beitritt zur NATO, hier für entsprechende Absichten der polnischen Regierung. Allerdings erfuhr Jelzin mit dieser öffentlichen Erklärung umgehend massiven und breiten innenpolitischen Widerstand, welcher zu einer nachhaltigen, von Ambivalenzen geprägten Veränderung der russischen Politik in dieser Frage führte. Die öffentlichen, positiv wirkenden Äußerungen Jelzins in Warschau wie dann auch einen Tag später in Prag zum Selbstbestimmungsrecht der beiden Staaten hinsichtlich der Zugehörigkeit zu einer Militärallianz, gemeint war die NATO, erschienen u. a. wohl auch deswegen als überraschend, da der russische Außenminister Kosyrew anscheinend zwei Tage vorher noch vor den Konsequenzen osteuropäischer NATO-Beitritte gewarnt hatte.
Diese Veränderung aufgrund der massiven Kritik an Jelzins Warschauer Erklärung, wie auch aufgrund der seit Anfang 1993 einsetzenden und im April fixierten Erneuerung der Hauptleitsätze der Konzeption russischer Außenpolitik, wird erstmals im Brief des russischen Präsidenten Boris Jelzin vom 15. September an US-Präsident Bill Clinton erkennbar, in welchem Jelzin u. a. schreibt, die öffentliche Meinung könnte eine NATO-Osterweiterung gewiss als eine Art „Neo-Isolation“ Russlands wahrnehmen. Mit der NATO-Russland-Grundakte von 27. Mai 1997 wurde der Versuch unternommen, Russlands Vorbehalte gegenüber der NATO-Osterweiterung abzuschwächen. Darin erklärten NATO und Russland ihre Absicht, eine starke, stabile, dauerhafte und gleichberechtigte Partnerschaft aufzubauen. Ziel sei es, die Sicherheit und Stabilität im euro-atlantischen Raum zu stärken. Jelzin lehnte vor der Unterzeichnungszeremonie der Grundakte zwar weiterhin die NATO-Erweiterung ab, doch mit seiner Unterschrift erkannte er das Recht aller Staaten auf selbst bestimmte freie Bündniswahl öffentlich an, wie in der Grundakte notiert. Russland bekam im Gegenzug umfangreiche Wirtschaftshilfen; zusätzlich erklärte die NATO, dass sie weder Anlass noch Absicht habe, in zukünftig ihr angehörenden osteuropäischen Staaten Atomwaffen zu stationieren. Diese Zusicherung wurde bis heute eingehalten. Zudem wurde Russland in die Gruppe der führenden Industrieländer (bis dahin G7, ab dann G8) aufgenommen.
Nach Angaben des früheren NATO-Generalsekretärs George Robertson soll Wladimir Putin schon kurz nach seinem Amtsantritt Interesse an einem Beitritt Russlands zum Verteidigungsbündnis bekundet haben. Als Robertson ihm erklärte, dass Mitgliedsstaaten üblicherweise einen Beitrittsantrag stellen, soll Putin mit den Worten reagiert haben „Well, we’re not standing in line with a lot of countries that don’t matter.“ (Nun, wir stehen nicht in einer Warteschlange mit vielen anderen Ländern, die nicht von Bedeutung sind). Diese Darstellung sieht Jennifer Rankin (The Guardian) in Übereinstimmung mit dem, was Putin David Frost kurz nach seinem Amtsantritt Mitte 2000 mitteilte. Er schließe einen Beitritt zur NATO nicht aus, „wenn und sobald Russlands Ansichten als gleichberechtigter Partner berücksichtigt werden“. Dabei falle es ihm schwer, sich die NATO als Feind vorzustellen: „Russland ist ein Teil der europäischen Kultur. Und ich kann mir mein eigenes Land nicht isoliert von Europa und dem, was wir oft die zivilisierte Welt nennen, vorstellen.“
In einem am 2. Januar 2005 veröffentlichten Interview mit dem Handelsblatt räumte der russische Außenminister Sergei Lawrow der Ukraine und Georgien das Recht auf einen möglichen NATO-Beitritt ein. Er erklärte: „Das ist deren Wahl. Wir achten das Recht jedes Staates, – unsere Nachbarn eingeschlossen –, sich seine Partner selbst zu wählen, selbst zu entscheiden, welcher Organisation sie beitreten wollen.“
Putin kritisierte allerdings die NATO-Osterweiterung auf der 43. Münchner Konferenz für Sicherheitspolitik 2007 und beklagte: „Die Garantien, die uns gegeben wurden, wurden nicht eingehalten. Ist das normal?“ Mit „Garantien“ verwies Putin auf die vom damaligen deutschen Außenminister Genscher und vom US Außenminister James Baker an Michail Gorbatschow 1990 mündlich gegebene angebliche Zusage, auf eine weitergehende Verlegung der NATO-Grenzen nach Osten zu verzichten.
Mit Datum vom 17. Dezember 2021 veröffentlichte das russische Außenministerium einen Entwurf für einen neuen Vertrag zwischen der Russischen Föderation und der NATO. Vertraglich sollen sich in Art. 6 die NATO bzw. alle NATO-Mitgliedsstaaten verpflichten, von sämtlichen künftigen Erweiterungen der NATO, einschließlich des Beitritts der Ukraine und anderer Staaten, Abstand zu nehmen.

#### Sowjetische Rezeption von NATO-Nichterweitungsaussagen
Einer der umstrittenen Punkte ist, ob während der Verhandlungen zur deutschen Wiedervereinigung im Rahmen des Zwei-plus-Vier-Vertrages von 1990 schriftliche oder mündliche Zusagen an die Sowjetunion gegeben wurden, die NATO nicht nach Osten zu erweitern. Ein Bruch dieser Versprechen wurde im Rahmen des im März 2014 von Russland begonnenen Ukraine-Kriegs und völkerrechtswidrigen Annexion der Krim und der damit verbundenen außenpolitischen Krise als mögliche Ursache des Konfliktes verstärkt diskutiert. Sie wurde (oder wird) auch seit dem Beginn des völkerrechtswidrigen russischen Überfalls auf die Ukraine seit 2022 diskutiert.
Wenig Beachtung fand in diesem großen Diskussionsfeld um vermeintliche Zusagen der Unterschied zwischen einem Angebot, dieses kann angenommen oder nicht angenommen werden, und einer Zusage. Zum Vergleich: Eine typische fixierte einseitige, rechtlich unverbindliche Zusage ist die einseitige Erklärung aller NATO-Mitgliedstaaten sowie der NATO, vertreten durch den Generalsekretär, im IV. Abschnitt Politisch-Militärische Angelegenheiten der NATO-Russland-Grundakte, in der u. a. erklärt wurde, sie hätten nicht die Absicht, keine Pläne und auch keinen Anlass, Nuklearwaffen auf dem Hoheitsgebiet neuer NATO-Mitglieder zu stationieren. Die Grundakte wurde am 27. Mai 1997 zunächst vom NATO-Generalsekretär (damals Javier Solana) unterzeichnet, dann vom russischen Präsidenten Jelzin und dann von den Staats- und Regierungschefs aller damals 16 NATO-Mitgliedstaaten.
Hans-Dietrich Genscher, Außenminister Deutschlands von 1974 bis 1992, sagte am 31. Januar 1990 (drei Monate nach dem Fall der Mauer) in einer langen Rede vor bedeutenden Persönlichkeiten aus Politik und Kirchen, Kultur und Wirtschaft in der Akademie Tutzing zur Frage der Zukunft der beiden deutschen Staaten u. a.:

„Sache der NATO ist es, eindeutig zu erklären: Was immer im Warschauer Pakt geschieht, eine Ausdehnung des Nato-Territoriums nach Osten, das heißt, näher an die Grenzen der Sowjetunion heran, wird es nicht geben. […] Der Westen muss auch der Einsicht Rechnung tragen, dass der Wandel in Osteuropa und der deutsche Vereinigungsprozess nicht zu einer Beeinträchtigung der sowjetischen Sicherheitsinteressen führen dürfen.“

Im Interview mit einem Korrespondenten der Tagesschau sagte Genscher am gleichen Tag:

„Interviewer:

Herr Minister, keine militärische Ausdehnung der NATO auf das Gebiet der DDR, aber auch kein neutralisiertes Gesamtdeutschland, wie soll das Ihrer Meinung nach zusammen gehen?

Genscher:

Deutschland wird Mitglied sein in der NATO, aber die Streitkräfte der NATO werden in dem Raum bleiben, in dem sie heute stehen; d. h., auf dem Gebiet der Bundesrepublik Deutschland.

Interviewer:

Haben Sie denn diese Vorstellungen mit Ihren Kollegen in der NATO abgesprochen?

Genscher:

Nein, das ist ein deutscher Beitrag zu kooperativen Sicherheitsstrukturen in Europa und der NATO geht ja dabei nichts verloren, […]“

Am 2. Februar 1990 hatten Genscher und der US-Außenminister Baker ein zweistündiges Treffen. Anschließend beantworteten sie einige wenige Fragen anwesender Journalisten. Genscher sagte sinngemäß u. a., sie stimmten überein, es bestehe nicht die Absicht, das NATO-Verteidigungsgebiet nach Osten auszudehnen; dies beziehe sich nicht nur auf die DDR, sondern ganz generell.
Eine ähnliche Aussage fiel im Gespräch Genschers mit Douglas Hurd bei ihrem Treffen am 6. Februar 1990 in Bonn, in dem Genscher Hurd u. a. sagte, der Westen könne vieles tun, um die derzeitigen Entwicklungen für die Sowjetunion (SU) zu erleichtern. Wichtig sei insbesondere die Erklärung, dass die NATO nicht beabsichtige, ihr Territorium nach Osten auszudehnen. Eine solche Erklärung dürfe sich nicht nur auf die DDR beziehen, sondern müsse genereller Art sein. Beispielsweise brauche die SU die Sicherheit, dass Ungarn bei einem Regierungswechsel nicht Teil des westlichen Bündnisses werde. Hurd erwiderte darauf, dass er die Auffassung teile. Er betonte allerdings erneut, diese Fragen würden eine rechtzeitige Diskussion in der NATO erfordern.
Unabhängig von den schriftlichen Belegen aus den Dokumenten-Editionen positionierte sich im Februar 2022 der Genscher-Vertraute Frank Elbe, der dies als Zusage für eine Erklärung der NATO verstanden haben wollte.
Genscher erneuerte bei seiner Rede auf der SIPRI-IPW-Konferenz am 9. Februar 1990 in Potsdam seine in Tutzing formulierte Aufgabe an die NATO, diese könne gerade angesichts jener Entwicklungen einen wichtigen Stabilitätsbeitrag leisten, wenn sie unmissverständlich erkläre, was immer im Warschauer Pakt geschehe, eine Erweiterung der NATO nach Osten näher an die Sowjetunion heran werde es nicht geben.
Am 9. Februar 1990 formulierte Baker bei seinem Treffen mit Außenminister Schewardnadse und Gorbatschow inhaltlich fast gleiche Vorschläge wie Genscher. In der fünfseitigen, schriftlichen Gemeinsamen Erklärung der Außenminister Baker und Schewardnadse vom 10. Februar 1990 zu den Gesprächen in Moskau zwischen Baker und Schewardnadse sowie Baker und Gorbatschow (die geplante gemeinsame Pressekonferenz Baker und Schewardnadse war abgesagt worden) wird weder die Genscher-Formulierung noch Bakers angebliche Zusage, die NATO nicht nach Osten auszuweiten, thematisiert oder erwähnt.
Am 10. Februar wiederholte Kohl im Gespräch mit Gorbatschow die Tutzing-Formel. Und Horst Teltschik schrieb dazu, am 10. Februar 1990 seien keine Zusagen gemacht worden.
Dass zumindest keine von sowjetischer Seite als „Zusagen“ eingeschätzten bzw. wahrgenommenen Äußerungen von Kohl und Genscher bei ihrem kurzfristigen Arbeitsbesuch in Moskau am 10. Februar 1990 getätigt wurden, verdeutlicht das zweite, resümierende Gespräch von Kohl und Gorbatschow am 10. Februar, nun in großer Runde mit Genscher und Schewardnadse und ihren Beratern, in welchem die angebliche Zusage einer generellen Nichtausweitung der NATO nach Osten mit keinem Wort erwähnt oder vorgestellt wird. Dies gilt ebenso für das offizielle Kommuniqué der sowjetischen Administration vom gleichen Tag zum Treffen Gorbatschows und Kohls und für die Erklärung von Bundeskanzler Kohl abends vor der Presse in Moskau.
Schon im Gespräch von US-Außenminister Baker mit Gorbatschow in Moskau am 9. Februar referierte Gorbatschow recht ausführlich die Tutzinger Tagung vom 31. Januar und die Positionen der verschiedenen Diskussions- und Redebeiträge der vielfach bekannten Teilnehmer, beim Thema künftiger militärischer Status Gesamtdeutschlands fast ausnahmslos jene, welche den damals dominierenden sowjetischen Vorstellungen zum künftigen militärischen Status eines geeinten Deutschland entsprachen, wie der Neutralität oder Mitgliedschaft in beiden Verteidigungsorganisationen NATO und Warschauer Pakt. Die Rede Genschers erwähnt Gorbatschow gegenüber Baker mit keinem Wort, keiner Andeutung, dafür offenkundig kritisch einige Aussagen Willy Brandts in Tutzing, die Genschers Vorstellungen deutlich ähnelten.
Auf der Open-Skies-Konferenz der Außenminister von NATO und Warschauer Pakt im kanadischen Ottawa vom 12.–14. Februar 1990 wird keine entsprechende Vereinbarung, Idee oder Zusage formuliert, verhandelt und besprochen, als Aufgabe bzw. Erklärung gemeinsam abgegeben bzw. veröffentlicht.
Die breite Zurückhaltung, Skepsis bis Ablehnung bei den sowjetischen Akteuren und Entscheidern schon gegenüber Genschers Tutzinger Positionen wie
- der Ablehnung der Neutralisierung Deutschlands,
- der Befürwortung der Mitgliedschaft eines Gesamtdeutschland in der NATO,
- der Beibehaltung der NATO-Militärstruktur auf dem Gebiet der Bundesrepublik,
- dem damit verbundenen Vorschlag, die NATO-Militärstruktur nicht auf das DDR-Gebiet auszuweiten,

kann vielfach und breit belegt werden, wobei ebenso sichtbar wird, dass Genschers Idee, die NATO möge allgemeine Aussagen treffen, das NATO-Gebiet generell nicht in Richtung Grenzen der Sowjetunion auszuweiten, bei den Moskauer Entscheidern und Akteuren praktisch völlig ignoriert wurde, bis auf den sowjetischen Außenminister Schewardnadse als einer der seltenen sowjetischen Politiker, die überhaupt auf den Genscher-Plan mit einer Bemerkung reagierten, und der einzige, der sich nicht sofort dagegen positionierte. Nikolai Pawlow, sowjetisch-russischer Zeithistoriker, vermerkt 1996 ganz ähnlich den entschiedenen sowjetischen Widerstand im Februar 1990 gegen den 'Genscher-Plan', öffentlich wie vertraulich selbst beim damaligen sowjetischen Außenminister Schewardnadse, inklusive der zusätzlichen Idee Genschers, sich gegen eine Ausweitung eines unter Kontrolle der NATO stehenden Gebiets nach Osten zu wenden, egal, wie sich der Warschauer Pakt verändern werde. Der Politikwissenschaftler Rafael Biermann resümiert als Fazit in Zwischen Kreml und dem Kanzleramt (1997) u. a., eine zweite verpasste Chance für Gorbatschow sei dessen undifferenzierte Ablehnung des Genscher-Planes im Februar 1990 gewesen.
Dass Genschers Äußerungen in Tutzing Ende Januar 1990 selbst für Gorbatschow nicht akzeptabel waren, zeigt sich auch in seinem Brief vom 7. Februar 1990 an Willy Brand, u. a. schreibt Gorbatschow an Brandt:

„Der militärisch-politische Status des künftigen einheitlichen Deutschland ist für uns das Schlüsselproblem. [...] Man sollte wohl kaum die Erörterung der dazu gehörenden Pro- [432] bleme, einschließlich der Möglichkeit für die militärische Neutralität Deutschlands, aufschieben. [...] Und diejenigen, die sich auf Gedankengänge über die Zugehörigkeit des ganzen künftigen einheitlichen Deutschland bzw. dessen Teile zur NATO und über die weitere Benutzung des Territoriums der BRD zu den Zwecken einlassen, die den Zielen eines militärischen Blocks dienen, sind gegen die Wiedervereinigung, sind für das Fortbestehen der Spaltung.“

Im Bericht der 20h-Tagesschau vom 9. Februar 1990 über den Baker-Besuch heißt es wiederum zu den Gesprächen mit Baker lediglich, es gehe zwischen den USA und der Sowjetunion u. a. um Abrüstung und um die Frage, ob ein vereintes Deutschland, wie Baker es wolle, Mitglied der NATO sein könne. Seine Meinung dazu wolle Gorbatschow nicht den Journalisten mitteilen.
Der nachfolgende Einspieler zeigt den ARD-Korrespondenten in Moskau, Albrecht Reinhardt, der einen Kommentator der offiziösen sowjetischen Nachrichtenagentur TASS u. a. damit anführt, Genschers Vorschlag eines vereinten Deutschland innerhalb der NATO, aber ohne westliche Truppen auf dem Gebiet der heutigen DDR, sei weder realistisch noch konstruktiv.
Nochmals Gorbatschow im Vier-Augen-Gespräch mit Bundeskanzler Kohl am 10.2.90 in Moskau zu Genschers Vorschlag der Nichtausdehnung der NATO-Militärstrukturen auf das DDR-Gebiet in einem geeinten Deutschland:

„[…] Trotzdem sehe er ein vereinigtes Deutschland außerhalb des militärischen Gebäudes mit nationalen Streitkräften, die für die nationale Verteidigung ausreichen. Er wisse nicht, wie der Status aussehen solle, wenn nicht neutral, so vielleicht blockfrei […]. [...] Alle solche Überlegungen, daß ein Teil Deutschlands in der NATO, der andere Teil dem Warschauer Pakt angehöre, seien nicht ernst zu nehmen. Dies gelte auch für den Vorschlag, das bestimmte Truppen bis zu einem bestimmten Fluß, jedoch nicht im anderen Teil Deutschlands stationiert werden sollten. Dies sei auch nicht ernst zu nehmen. Sie sollten diese Gedanken einmal miteinander durchspielen. […]“

Die konservative sowjetische Position wird weiterhin beispielsweise prominent von Valentin Falin, dem deutschlandpolitischen Berater und Begleiter Gorbatschows in den meisten Treffen mit Baker, Kohl usw. und in den 2+4-Gesprächen, im Interview mit dem SPIEGEL vom 18. Februar 1990 mit Aussagen demonstriert u. a.:

„SPIEGEL:
Sie sie auch unvereinbar mit der von Herrn Genscher entwickelten These, das halbe Deutschland solle in der NATO bleiben?
FALIN:
Wären diese Varianten akzeptabel, die Herr Genscher und Herr Bush formulierten, könnten wir uns vice versa die Entwicklung auch so vorstellen: Ein ganzes Deutschland oder die eine Hälfte ist ein Teil des sowjetischen Sicherheitssystems. Das wäre auch ein Versuch, Deutschland zu binden und es daran zu hindern, einen Alleingang zu riskieren. Da würden sie uns sicher sagen: nein, das geht nicht. Wenn sie dem anderen aber zumuten gutzuheißen, was sie selbst nicht zu akzeptieren bereit sind, ist das keine korrekte Haltung. […]
SPIEGEL:
Denken sie denn, daß eine Gefahr von deutschem Boden ausgeht, wenn ein Teil Deutschlands in der Nato bleibt?
FALIN:
[…] Wenn heute in einem Teil Deutschlands die militärische Institution – egal, wie sie genannt wird – weiterexistiert und die im anderen Teil verschwindet, wird das Gleichgewicht der Interessen verletzt. Dann, bitte sehr, sind die Folgerungen klar. […]“

So äußerte der sowjetische Außenminister Schewardnadse im Gespräch mit dem Vorsitzenden der DDR-SPD, Ibrahim Böhme, am 2. März 1990 u. a.:

„Genosse Schewardnadse erklärte, daß die Variante, das vereinigte Deutschland in die NATO aufzunehmen, oder auch das 'Geschenk' Genschers, keine Truppen der NATO auf dem Territorium der DDR zu stationieren, nicht durchkommen wird. Bei allem Respekt für Herrn Genscher, der klug und listig sei, irre er aber, wenn er annehme, alle anderen im Osten seien naiv. […]“

Weiterhin verdeutlichen entsprechende Bemerkungen Schewardnadses im Gespräch mit Genscher in Windhoek, Namibia, am 22. März 1990, zumindest die Bedeutungslosigkeit von Genschers damals bekannten, mehrfach formulieren und teils öffentlich gemachten Wunsch an die NATO, hinsichtlich einer generellen „Zusage“ der NATO gegenüber der sowjetischen Regierung zu einer NATO-Nichtausdehnung „nach Osten“, für den sowjetischen Außenminister bzw. die Ablehnung dieser Idee:

„[…] Dann gebe es noch die Idee des BM [Bundesminister; = Genscher], daß die NATO ihr Gebiet nicht ausdehne. Er halte diesen Gedanken gegenwärtig nicht für eine aussichtsreiche Überlegung. Unter Umständen sei es vielleicht auch angezeigt völlig neue, unkonventionelle Lösungen in Erwägung zu ziehen. […]“

Am 7./8. Juni 1990 erklärten die NATO-Außenminister bei ihrem Treffen im schottischen Turnberry in einem Endkommuniqué unter Punkt 15, Deutsche Einheit, lediglich ohne weitergehende Zusagen u. a.

„The security guarantee provided by Articles 5 and 6 of the North Atlantic Treaty will extend to all the territory of a united Germany. We seek no unilateral advantage from German unity and are prepared to demonstrate this, taking into account legitimate Soviet security interests. A free and democratic Germany will be an essential element of a peaceful order in Europe in which no state need harbour fears for its security against its neighbours. […]“

Am 6. Juli 1990 verabschiedete der NATO-Gipfel in London eine Erklärung, wonach der Warschauer Pakt „nicht mehr als Gegner“ angesehen werde; die versammelten Staats- und Regierungschefs kündigten eine Reduzierung ihrer Kernwaffen und eine Abkehr von der Strategie der Flexible Response und der Vorneverteidigung an; auch sollte die NATO von einer militärischen in eine politische Allianz umgeformt und die KSZE aufgewertet werden.
Michail Gorbatschow äußerte sich bei verschiedenen Anlässen unterschiedlich zu der Frage, ob westliche Politiker Zusicherungen tätigten. In einem Interview mit dem ZDF erklärte er, dass es sich bei den Zusagen an die Sowjetunion um einen „Mythos“ handle.
Der sowjetische Außenminister Schewardnadse bemerkte im SPIEGEL-Interview vom 25. November 2009 sinngemäß u. a., eine Auflösung des Warschauer Paktes sei zu jener Zeit der Gespräche und Verhandlungen – Februar/September 1990 – jenseits ihrer eigenen Vorstellungen und eine Erweiterung der NATO Richtung Osten über Deutschland hinaus gar kein Gegenstand gewesen.
Ein Gutachten des Wissenschaftlichen Dienstes des Bundestages bewertete 2016 die Frage negativ, ob mündliche Absprachen während der Verhandlung des Zwei-plus-Vier-Vertrages grundsätzlich von Relevanz für die Bewertung des Vertragstextes wären. Einerseits seien mündliche Absprachen nur dann einzubeziehen, wenn darauf im Vertragstext Bezug genommen würde. Zweitens hätten die Absprachen zwischen allen Vertragsparteien erfolgen müssen, anstatt (wie hier vorgegeben) nur bilateral. Verschiedene westliche Spitzenpolitiker haben nach Ansicht des wissenschaftlichen Dienstes mit ihren Aussagen nur unterstrichen, dass russische Sicherheitsinteressen bei der Bündnisexpansion berücksichtigt werden müssten.

#### Georgien
Einem Bericht der BBC zufolge drohte Russland dem georgischen Präsidenten Micheil Saakaschwili mit einer „Spirale der Konfrontation“, sollte sein Land einen Beitritt zur NATO anstreben. Wenige Wochen danach folgte im Rahmen des Kaukasuskrieges 2008 die Intervention russischer Streitkräfte in Südossetien und Abchasien.

#### Ukraine
Wie bereits zuvor in Georgien intervenierte Russland in der Ukraine hier in Form eines hybriden Krieges ab dem Zeitpunkt, als der Einfluss auf das Land vollends zu schwinden drohte. Durch die von Russland im Russisch-Ukrainischen Krieg 2014 auf ukrainischem Gebiet geschaffenen Vasallenstaaten war eine NATO-Mitgliedschaft ohnehin und wie in Georgien ausgeschlossen. Gleichsam sprachen sich in einer Umfrage im Dezember 2021 58 Prozent der Ukrainer für einen Beitritt in die EU und 54 Prozent für einen Beitritt in die NATO aus.
Am 24. Februar 2022 befahl der russische Präsident Putin Verbänden der russischen Streitkräfte den Überfall auf die Ukraine.

### Spätere Entwicklung der US-Positionen und Reaktion Russlands

#### George Bush sen. – Michail Gorbatschow, 1989–1991
Im März 1989 forderte George H.W. Bush eine Neuorientierung der NATO aufgrund der Außenpolitik Gorbatschows und seines Vorschlags eines „Europäischen Hauses“. General Brent Scowcroft und Philip Zelikof arbeiteten ein neues Konzept aus.
Am 2./3. Dezember 1989 versicherte Präsident George H. W. Bush Gorbatschow auf dem Gipfeltreffen in Malta, dass die USA die Revolutionen in Osteuropa nicht ausnutzen würden, um sowjetischen Interessen zu schaden. Nach der Darstellung von 2016 von Svetlana Savranskaya, Direktorin der Russlandprogramme des NSA und Thomas Blanton, Direktor des NSA, relativiert sich diese Absichtserklärung jedoch dadurch, dass weder Bush, Gorbatschow oder Kohl zu diesem Zeitpunkt mit dem baldigen Zusammenbruch Ostdeutschlands oder der Geschwindigkeit der deutschen Wiedervereinigung rechnen konnten.
Am 2. Februar 1990 gaben der bundesdeutsche und der US-amerikanische Außenminister Genscher und Baker in Washington nach einem zweistündigen Treffen zwischen beiden Politikern kurze Statements und beantworteten einige wenige Fragen der anwesenden Pressevertreter, Genscher bemerkte sinngemäß u. a., sie stimmten überein, es bestehe nicht die Absicht, das NATO-Verteidigungsgebiet nach Osten auszudehnen, dies beziehe sich nicht nur auf die DDR, sondern ganz generell.
Am 9. Februar formulierte Baker bei seinem Treffen mit Außenminister Schewardnadse und Gorbatschow inhaltlich fast gleiche Vorschläge wie Genscher in dessen Tutzinger Rede am 31. Januar 1990. In der fünfseitigen, schriftlichen Gemeinsamen Erklärung der Außenminister Baker und Schewardnadse vom 10. Februar 1990 zu den Gesprächen in Moskau zwischen Baker und Schewardnadse sowie Baker und Gorbatschow, die geplante gemeinsame Pressekonferenz Baker und Schewardnadse war abgesagt worden, wird weder die Genscher-Formulierung, noch Bakers angebliche Zusage, die NATO nicht nach Osten auszuweiten, thematisiert oder erwähnt.
Von Baker existieren verschiedene handschriftliche, stichwortartige Notizen vom 8. Februar zu seinen Gesprächen mit Schewardnadse bei seinem Moskau-Besuch im Februar 1990. Darunter eine, die nach Sarottes 1989, 2014 erschienen, als eine der Kernaussagen Bakers – gegenüber Schewardnadse – bezeichnet wird, in ihrem Titel Not one Inch von 2022 andererseits als Zusammenfassung der Diskussionspunkte mit Schewardnadse: in einem vereinten Deutschland die NATO-Zuständigkeit oder die NATO-Militärstruktur nicht östlich auf das DDR-Gebiet auszuweiten. “End result: Unified Ger. anchored* in a changed (polit.) NATO –* whose jurisd. would not move* eastwards!”
Am 18. Mai 1990 in Moskau versicherte James Baker beim Treffen mit Gorbatschow:

„Bevor ich einige Worte zur deutschen Angelegenheit sage, möchte ich noch einmal betonen, dass unsere Politik nicht darauf aus ist, Osteuropa von der Sowjetunion zu trennen. Dies war unsere Politik früher einmal. Aber heute sind wir daran interessiert, ein stabiles Europa zu bilden und dies mit Ihnen zusammen zu tun.“

Unabhängig davon, wiederholt Baker im Gesprächsverlauf seine Anregung der Nichtausdehnung der NATO nicht, wie noch Anfang Februar gegenüber Gorbatschow geschehen, und Gorbatschow thematisiert sie seinerseits ebenfalls nicht.
Am 7./8. Juni 1990 erklärten die NATO-Außenminister bei ihrem Treffen im schottischen Turnberry in einem Endkommuniqué unter Punkt 15, Deutsche Einheit, lediglich ohne weitergehende Zusagen u. a.

„The security guarantee provided by Articles 5 and 6 of the North Atlantic Treaty will extend to all the territory of a united Germany. We seek no unilateral advantage from German unity and are prepared to demonstrate this, taking into account legitimate Soviet security interests. A free and democratic Germany will be an essential element of a peaceful order in Europe in which no state need harbour fears for its security against its neighbours. […]“

Am 6. Juli 1990 verabschiedete der NATO-Gipfel in London eine Erklärung, wonach der Warschauer Pakt „nicht mehr als Gegner“ angesehen werde; die versammelten Staats- und Regierungschefs kündigten eine Reduzierung ihrer Kernwaffen und eine Abkehr von der Strategie der Flexible Response und der Vorneverteidigung an; auch sollte die NATO von einer militärischen in eine politische Allianz umgeformt und die KSZE aufgewertet werden. Unabhängig davon, wird auf diesem NATO-Treffen Bakers Anregung jener NATO-Nichtausdehnung nach Osten von Anfang Februar nicht wiederholt, angesprochen bzw. als Statement veröffentlicht.
Der SPIEGEL-Autor Wiegrefe interpretiert im Spiegel-Artikel Eiserne Garantien vom Februar 2022 die ihm vorliegenden Gesprächsvermerken, Verhandlungsprotokollen und Berichten dahin, dass Spitzenpolitiker der USA, des Vereinigten Königreichs und Westdeutschlands Gorbatschow signalisiert hätten, dass eine NATO-Mitgliedschaft von osteuropäischen Staaten ausgeschlossen sei. So hätten beispielsweise der deutsche Außenminister Hans-Dietrich Genscher und US-Außenminister Baker jeweils bei getrennten Besuchen im Kreml im Februar 1990 versichert, dass sich die NATO nicht nach Osten ausdehnen werde. Der britische Premier John Major habe im März 1991 bei einem Besuch bei der sowjetischen Führung einen NATO-Beitritt mittel- und osteuropäischer Staaten abgelehnt.
Der Schweizer Politikwissenschaftler Christian Nünlist meint zum Thema: „Konkrete westliche Garantien bezogen sich 1990 nur auf die DDR; aber der Westen täuschte die Sowjetunion gleichzeitig mit vagen Versprechen einer kooperativen, inklusiven europäischen Sicherheitsordnung, während die Bush-Regierung bewusst die exklusive NATO (ohne die UdSSR) ins Zentrum der neuen Sicherheitsarchitektur in Europa rückte.“
Eine noch weitergehende Position bezieht der amerikanische Politikwissenschaftler Marc Trachtenberg damit, dass Genscher und Baker sich im Januar und Februar 1990 durchaus auf Osteuropa bezogen hätten und nicht nur auf die DDR. Dies werde durch weitere Äußerungen, etwa gegenüber der Presse und den Kontext der Gespräche deutlich. Auch wenn diese Zusicherungen nicht in Vertragsform aufgeschrieben wurden, seien sie doch politisch und moralisch bindend gewesen. Auch wenn kein expliziter Deal geschlossen wurde, hätten sie es der sowjetischen Führung erleichtert, die entscheidenden Konzessionen zu machen.
Frank Elbes Fazit ist, 1990 hätten die USA unter George Bush sen. eine kluge und zurückhaltende Politik verfolgt, die auch die Interessen Moskaus im Blick hatte. Zehn Jahre später unter George W. Bush und der Bush-Doktrin sei es darum gegangen, alleinige Supermacht zu sein. „Das war von jenem Amerika, das ich mit Genscher 1990 erlebt habe, weit entfernt.“

#### George H.W. Bush – Boris Jelzin, 1991/1992
In Folge des Moskauer August-Putsches 1991 von sowjetischen Hardlinern und Konservativen, welcher die Dringlichkeit neuer kooperativer Sicherheitsstrukturen unter Einschluss der mittelost- und osteuropäischen Staaten, solange Gorbatschow noch an der Macht war, sowohl bei ihren Regierungschefs wie auch der NATO selbst verdeutlichte und ein breites Umdenken auslöste, wurde nach der gemeinsamen Erklärung von US-Außenminister Baker und Hans-Dietrich Genscher vom 2. Oktober auf dem NATO-Gipfel von Rom im November 1991 die Gründung des NACC beschlossen.
Die versammelten Regierungschefs der NATO beschlossen dort auch eine Erklärung für Kooperation und Frieden, mit der Absicht, eine Sicherheitsarchitektur in Europa zu entwerfen. NATO-Generalsekretär Manfred Wörner hatte im Oktober gegenüber US-Präsident Bush bemerkt, man brauche ein neues Bild der NATO, nicht als eine Militärallianz, welche der Sowjetunion gegenüberstehe, sondern als ein Verteidigungsbündnis, welches sich mit Instabilität und Ungewissheit auseinandersetze, und als ein politischer Zusammenschluss, welcher für die Schaffung und Verwirklichung jener neuen europäischen und weltweiten Ordnung an Bedeutung gewönne.
Im Februar 1992 fand das erste Gipfeltreffen zwischen Bush und Jelzin statt. Hauptpunkte waren die innenpolitische und wirtschaftliche Lage Russlands. Diese Themen überschatten den Wunsch osteuropäischer Staaten nach Aufnahme in die NATO.

#### Bill Clinton – Boris Jelzin, 1993–1997
Dem SPIEGEL-Artikel Eiserne Garantien (7/2022) zufolge soll der seit dem 20. Januar 1993 amtierende US-amerikanische Präsident Bill Clinton nach dem Fall des Eisernen Vorhangs eine NATO-Mitgliedschaft osteuropäischer Staaten jahrelang abgelehnt haben, unter anderem weil der Ausbau in Osteuropa zu teuer, die jungen Demokratien zu instabil und die osteuropäischen Streitkräfte zu reaktionär erschienen. Als jedoch der Reformprozess in Russland erlahmt und das gegenseitige Misstrauen gewachsen sei, habe sich Clintons Haltung allmählich gewandelt. Clinton habe schließlich beschlossen, das Bündnis zu erweitern, da die in der Opposition befindliche Republikanische Partei für Kritik an Clintons abwartender Haltung Zustimmungsgewinne verzeichnete und weil mit Blick auf die Wahl zum Repräsentantenhaus der Vereinigten Staaten 1994 in den wahlentscheidenden Swing States Wähler mit osteuropäischen Wurzeln lebten, so Autor Wiegrefe.
Präsident Clinton sprach sich im Januar wie im Juli 1994 öffentlich für eine NATO-Erweiterung aus, allerdings allgemein gehalten und ohne konkrete Ziele oder Pläne, doch schließlich unterzeichnete er im November das Kongress-Gesetz NATO Participation Act of 1994, der ihn ermächtigte, Staaten wie Polen und Ungarn, die am seit Januar 1994 bestehenden NATO-Programm Partnership for Peace teilnahmen, auf dem Weg zum NATO-Beitritt zu unterstützen. In privaten Gesprächen der Clinton-Administration mit Regierungsvertretern der Russischen Föderation wurde ebenfalls seit 1994 eine kommende NATO-Erweiterung formuliert, so anscheinend auch beim US-Staatsbesuch von Boris Jelzin im September 1994.
Der US-Präsident nannte in einer weit beachteten Wahlkampfrede im Oktober 1996 erstmals mit dem April 1999 ein konkretes Datum für die nächsten NATO-Beitritte.
Das Thema einer NATO-Erweiterung tauchte bei neuen US-Präsident Bill Clinton erstmals im Frühjahr 1993 zusammen mit der eskalierenden Bosnienkrise und wachsenden Zweifeln an der Zukunft der NATO in dessen Blickfeld auf. Die wachsenden Gewalttätigkeiten, Vertreibungen bzw. ethnischen Säuberungen in Bosnien führten im Frühjahr zu wachsendem Druck auf Clinton, etwas zu tun. Bei den Einweihungsfeierlichkeiten des Holocaust-Gedenkmuseum der Vereinigten Staaten in Washington D.C. im April 1993 waren sowohl führende Politiker aus Mittel- und Ostmitteleuropa sowie u. a. Elie Wiesel anwesend. Letzterer bemerkte gegenüber Clinton bei den Feierlichkeiten zusammengefasst sinngemäß u. a., die Erinnerung daran, was er im ehemaligen Jugoslawien gesehen habe, lasse ihn nicht mehr schlafen. Die Eröffnung diente auch als intensive Erinnerung sowohl an die früheren europäischen Dämonen wie auch das Dilemma der zwischen Russland und Deutschland liegenden kleineren Staaten. Zumindest die anwesenden Staats- und Regierungschefs der Visegrád-Gruppe zeigten in Gesprächen u. a. mit Clinton als gemeinsame Sicht, ihre Länder seien verwundbar, man habe noch Angst vor Russland und vertraue nicht Westeuropa, aber den USA und wolle daher der NATO beitreten.
Anfang September 1993 war im Auftrag der Leiterin der Abteilung Rüstungskontrolle und Sicherheitsangelegenheiten im US-Außenministerium, Unterstaatssekretärin Dr. Lynn Davis, ein Memorandum zur Osterweiterung der NATO ausgearbeitet worden, nachdem im April die in Washington wegen der Einweihung des Holocaust-Gedenkmuseums in Washington D.C. anwesenden Staats- und Regierungschefs aus Mittel- und Osteuropa erneut zur Aufnahme von NATO-Beitrittsverhandlungen gedrängt hatten, und Boris Jelzin am 25. August in Warschau in einer gemeinsamen Erklärung mit dem polnischen Staatspräsidenten Lech Wałęsa für den polnischen NATO-Beitrittswunsch Verständnis formulierte, die Basis für im Memo vorgeschlagene informelle Konsultationen der US-Administration mit Russland zur Frage der NATO-Erweiterung, wie Davis' Memo anmerkt. Darin schlug sie vor, mit Mittel- und Osteuropa sowie den baltischen Staaten zu beginnen und 2005 die Ukraine, Belarus und auch Russland einbeziehen. Vor und nach dem Brief Jelzins an Clinton vom 15. September 1993 gab es jedoch auch Gegenbewegungen, die das Risiko einer Gefährdung der neuen Friedensordnung in den Vordergrund stellten.
Jelzin brachte im Brief am Clinton u. a. sinngemäß sein Unbehagen am Umstand zum Ausdruck, dass sich die Diskussion um die NATO-Entwicklung aus seiner Sicht immer öfter auf den Plan einer NATO-Erweiterung nach Osten reduziere, während in seinem (Jelzins) Ansatz eine gemeinsame Vorgehensweise ohne Blockzugehörigkeiten zu einem echten gesamteuropäischen Sicherheitssystem führen würde. Jelzin erwähnt die Sicherheitsgarantien, die die russische Seite seiner Auffassung nach während der Verhandlungen über die deutsche Einheit erhalten hatte.
Am 5. Dezember 1994 kritisierte Jelzin auf dem KSZE-Treffen von Budapest die angekündigte vorbereitende NATO-Studie zur möglichen Osterweiterung, die er als Plan zur NATO-Erweiterung titulierte. Jelzin warf in Budapest der US-Administration vor, sie würden durch die NATO-Erweiterung versuchen, den Kontinent erneut zu spalten.

#### US-Stimmen zu veränderten Positionen der US-Regierungen der 1990er-Jahren
In einem offenen Brief an den damaligen Präsidenten der USA, Bill Clinton, vom 26. Juni 1997 äußerten 50 ehemalige Senatoren, Regierungsmitglieder, Botschafter, Abrüstungs- und Militärexperten ihre Bedenken zu den damals aktuellen Bemühungen der USA zur Erweiterung der NATO, welche sie für einen politischen Fehler historischen Ausmaßes halten würden, und forderten ihre Aussetzung. Zu den Unterzeichnern gehörten der Verteidigungsexperte des Senats Sam Nunn, Gary Hart, Bennett Johnston, Mark Hatfield, Gordon J. Humphrey, sowie die Botschafter in Moskau Jack Matlock und Arthur A. Hartman, außerdem Paul Nitze, Reagans Abrüstungsunterhändler, Robert McNamara, Verteidigungsminister a. D., Admiral James D. Watkins, ehemals Direktor der CIA, Admiral Stansfield Turner, Philip Merrill und die Wissenschaftler Richard Pipes und Marshall D. Shulman.
Die Unterzeichner befürchteten, dass die Sicherheit und Stabilität Europas in Gefahr sei, und begründeten dies mit vier Argumenten:
1. In Russland werde die NATO-Osterweiterung, die von allen politischen Kräften abgelehnt wird, die undemokratische Opposition stärken und die Reformkräfte schwächen. Russland werde dazu gebracht, die Vereinbarungen nach dem Ende des Kalten Krieges infrage zu stellen und Widerstand gegen die Abrüstungsverträge zu mobilisieren.
2. Es werde eine neue Grenze zwischen Mitgliedern und Nicht-Mitgliedern gezogen. Dies verstärke die Instabilität und führe zu einem geschwächten Sicherheitsempfinden bei den Nicht-Mitgliedern.
3. Die Osterweiterung vermindere das Potenzial der NATO, indem sie Garantien an Länder mit ernsthaften Grenz- und Minderheitsproblemen sowie uneinheitlich entwickelten demokratischen Systemen gebe.
4. In den USA werde eine Kostendebatte ausgelöst, die das Engagement der USA für die NATO infrage stellen werde.

Als Alternative zur Osterweiterung forderten die Unterzeichner eine ökonomische Öffnung im Sinne einer Osterweiterung der EU, eine Verstärkung des Partnerschaft-für-den-Frieden-Programms, eine engere Kooperation zwischen Russland und NATO und eine Fortsetzung der Abrüstungsbemühungen.
Madeleine Albright vermerkt zum Jahr 1997 in ihrer Autobiografie Madame Secretary (englisch; deutschsprachiger Titel Die Autobiographie) u. a. sinngemäß, Boris Jelzin und seine Mitbürger seien konsequent gegen eine Erweiterung gewesen, sie hätten sie für eine Strategie gehalten, ihre Machtlosigkeit auszunutzen, indem die europäische Trennlinie nach Osten verschoben und sie dadurch isoliert werden würden. Weiter notiert Albright in diesem Zusammenhang anschließend sinngemäß, es sei für sie bzw. die Clinton-Administration ein Balanceakt gewesen, gegenüber den neuen unabhängigen europäischen Staaten zu ihrem Wort zu stehen und gleichzeitig den alten Feind nicht zu einer Gegenreaktion zu veranlassen. Die Kritiker hätten das nicht für möglich gehalten, sie aber schon.

#### Weitere US-amerikanische Positionen
Anfang Februar 1997 notierte der Historiker und Diplomat George F. Kennan in einem New York Times-Artikel u. a. sinngemäß, dass die vielfach schon als gesichert behauptete Erweiterung der NATO, obwohl noch gar nicht beschlossen, seiner und anderer Meinung nach die schwerwiegendste Fehlentscheidung der amerikanischen Politik seit dem Ende des Kalten Krieges wäre, da zu erwarten sei, dass eine Entscheidung dieser Art nationalistische, antiwestliche und militaristische Tendenzen in der öffentlichen Meinung Russlands verschärfen würde und sie einen schädlichen Einfluss auf die Entwicklung der Demokratie in Russland habe sowie die russische Außenpolitik in eine Entwicklung treibe, die dem Westen entschieden nicht gefallen werde.
Der ehemalige Verteidigungsminister der Vereinigten Staaten Robert Gates veröffentlichte 2014 in Duty, seinen Memoiren, sinngemäß u. a. die Einschätzungen, die Beziehungen zu Russland seien nach dem Ausscheiden von George Bush aus dem Amt im Jahr 1993 schlecht verwaltet worden; das schnelle Handeln nach dem Zusammenbruch der Sowjetunion, viele der ehemals von der Sowjetunion dominierten Staaten in die NATO zu integrieren, sei ein Fehler gewesen. Die Vereinbarungen mit der rumänischen und bulgarischen Regierung über die Rotation von Truppen durch Stützpunkte in diesen Ländern sei eine unnötige Provokation gewesen. In einer impliziten Rüge an den jüngeren Bush behauptete Robert Gates, dass „der Versuch, Georgien und die Ukraine in die Nato zu holen, wirklich zu weit ging“. Die NATO-Erweiterung wäre daher ein politischer Schritt gewesen, kein sorgfältig überlegtes militärisches Vorhaben, der weiterhin „rücksichtslos ignorierte, was die Russen als ihre eigenen vitalen nationalen Interessen betrachteten.“

### Änderungen der Positionen in West- und Mitteleuropa in den 1990er-Jahren
Der tschechoslowakische Staatspräsident Václav Havel formulierte bei seiner ersten USA-Reise im Februar 1990 u. a. den Vorschlag, alle ausländischen Truppen aus Europa abzuziehen.
In seiner Rede The Atlantic Alliance and European Security in the 1990s an das Bremer Tabak-Kollegium, gehalten in Brüssel am 17. Mai 1990, versicherte Wörner: „Gerade die Tatsache, dass wir bereit sind NATO-Truppen nicht jenseits des Gebiets der Bundesrepublik Deutschland zu stationieren, gibt der Sowjetunion verbindliche Sicherheitsgarantien.“ Diese Aussage stand indes im Kontext eines „vereinten Deutschlands in der NATO“ im vorigen Satz und dem Umgang mit sowjetischen Truppen in der „gegenwärtigen DDR“ im folgenden Satz.
Frankreichs Präsident François Mitterrand (1981–1995) erklärte am 25. Mai 1990 gegenüber Gorbatschow: „Ich möchte daran erinnern, dass ich persönlich es begrüßen würde, beide Militärblöcke schrittweise aufzulösen.“
Auch laut dem französischen Außenminister von 1990 Roland Dumas wurde „selbstverständlich“ versprochen, die NATO nicht „näher an das Territorium der ehemaligen Sowjetunion“ heranzurücken.
Nach dem Beginn der gewaltsamen Aktionen sowjetischer Sicherheitskräfte ab Januar 1991 in den baltischen Staaten gegen ihre Unabhängigkeitsbestrebungen wurde ab dem späten Frühjahr von Vertretern der NATO die Möglichkeit einer NATO-Erweiterung nicht mehr völlig ausgeschlossen. So sagte NATO-Generalsekretär Wörner Ende April 1991 auf der von NATO und dem tschechoslowakischen Außenminister Dienstbier in Prag veranstalteten Konferenz The Future of the European Security u. a., 'derzeit' seien formale Garantien und Mitgliedschaften nicht vorgesehen. Die Prager Konferenz bildete noch den bis zur Auflösung oder zum Zusammenbruch der Sowjetunion Ende Dezember 1991 dominierenden NATO-Plan einer künftigen integrierten, gesamteuropäischen Sicherheitskonzeption und Politik ab.
Am 15. Februar 1991 schlossen sich Polen, Ungarn und Tschechoslowakei (mit einer gemeinsamen Erklärung der drei Regierungs- und Staatschefs, u. a. der tschechoslowakische Staatspräsident Václav Havel) zur Visegrád-Gruppe zusammen, unter anderem explizit mit dem Ziel der militärischen Einbindung in das Sicherheitssystem Europas, gemeint war damit die NATO.
Beim Besuch von Mitgliedern des parlamentarischen Sicherheitsausschusses der russischen Obersten Sowjet bei der NATO vom 29. Juni bis zum 2. Juli 1991 betonte Wörner am 1. Juli 1991, an dem der Warschauer Pakt sich vereinbarungsgemäß auch politisch vollständig auflöste, der NATO-Rat und er seien gegen die Erweiterung der NATO, 13 von 16 NATO-Mitgliedern würden diesen Standpunkt unterstützen. Er (Wörner) werde sich in naher Zukunft bei seinem Treffen mit Lech Wałęsa und dem rumänischen Staatschef Ion Iliescu gegen einen NATO-Beitritt Polens und Rumäniens aussprechen, was er zuvor bereits gegenüber Ungarn und der Tschechoslowakei erklärt habe. „Wir sollten (…) nicht zulassen, dass die UdSSR von der Europäischen Gemeinschaft isoliert wird.“
Zusammen mit dem gewaltsamen Vorgehen sowjetischer Sicherheitskräfte gegen Unabhängigkeitsbestrebungen im Baltikum seit Anfang 1991, verbunden mit einer deutlich erkennbaren Annäherung Gorbatschows an die Positionen und Erwartungen der Konservativen bzw. orthodoxen Kommunisten unter wachsender Stützung auf Militär und Geheimdienste, wie auch dann zuletzt entscheidend die damals etwas merkwürdig erscheinenden Umstände des Moskauer August-Putsches 1991 sorgten nachfolgend unter 'westlichen' Politikern vielfach für einen Vertrauensrückgang und größeren Abstand zur sowjetischen Politik und Administration und gegenüber Gorbatschow.
Im März 1992 sprach sich der britische NATO-Botschafter John Weston in einem vertraulichen Memorandum an das britische Außenministerium für eine baldige Erklärung aus, dass die NATO willens sei, „zu gegebener Zeit die Erweiterung durch jeden neuen Mitgliedstaat der Europäischen Union zu akzeptieren, der bereit ist, die vollen Verpflichtungen der NATO-Mitgliedschaft zu übernehmen“. Im Mai 1992 erklärten Havel, Wałęsa und Antall für die Visegrad-Staaten das Ziel einer Vollmitgliedschaft in der NATO.
Willy Brandt sah in einer Rede vor luxemburgischen Sozialdemokraten am 4. Mai 1992 sinngemäß u. a. die NATO in der entscheidenderen Rolle im Vergleich zu EG und KSZE bei der Garantie von europäischer Sicherheit. Die NATO müsse die früheren Staaten des Warschauer Paktes weitgehend einbinden, um ein Sicherheitsvakuum in Mitteleuropa zu vermeiden. Mit einer gesamteuropäischen Sicherheitsarchitektur verbundene offene Fragen würden sich wohl eher im neu konstituierten Nordatlantischen Kooperationsrat (der NATO) beraten lassen als in der KSZE.
NATO-Generalsekretär Wörner hatte am 10. September 1993 öffentlich seine Position zur Frage einer NATO-Erweiterung in einer Rede während einer in Brüssel stattfindenden Konferenz des International Institute for Strategic Studies korrigiert, knapp zwei Wochen nach den günstig erscheinenden Aussagen des russischen Präsidenten Jelzin zur möglichen NATO-Erweiterung in Warschau am 25. August und in Prag einen Tag später, und davon animiert. Zuvor hatte Wörner die Position vertreten, in absehbarer Zeit käme eine Erweiterung der NATO nicht in Betracht, nun sprach er sich u. a. für konkretere Beitrittsperspektiven für die mittel- und osteuropäischen Länder aus. Bereits Anfang September sagte Wörner dem US-amerikanischen NATO-Botschafter Hunter zusammengefasst sinngemäß u. a., er sei zu dem Ergebnis gekommen, durch die Äußerungen Jelzins sei eine womöglich einmalige Situation entstanden; die NATO müsse eine klare Perspektive für die Erweiterung bieten. Darüber bzw. über die Aufnahme neuer Mitglieder solle voraussichtlich auf dem Anfang September 1993 schon feststehenden NATO-Gipfel im Januar 1994 diskutiert werden.

### Haltung Chinas
Anfang Februar 2022 forderte das Staatsoberhaupt Chinas, Xi Jinping, in einer gemeinsamen Erklärung mit dem russischen Präsidenten Wladimir Putin einen Stopp der NATO-Osterweiterung.

### Verteidigung der Osterweiterung der NATO
NATO-Generalsekretär Jens Stoltenberg lehnt die Vorstellung ab, es handele sich bei der Osterweiterung um eine aggressive Handlung gegen Russland. In einem Interview während der Münchner Sicherheitskonferenz 2019 mit dem Journalisten und Youtuber Mirko Drotschmann verteidigte er die Osterweiterung. Stoltenberg wies darauf hin, dass sich die NATO nicht ihren Mitgliedern aufdränge, sondern diese als souveräne Nationen in einem demokratischen Prozess über einen Antrag zur Mitgliedschaft selbst entscheiden. Die NATO respektiere diese souveränen demokratischen Entscheidungen und entscheide dann über eine Aufnahme.
Laut einer Anfang 2020 veröffentlichten Umfrage wurde die NATO-Mitgliedschaft von den Bürgern der betreffenden osteuropäischen Länder überwiegend positiv gesehen. In Polen waren es 82 % der Menschen (8 % negativ). Das war der höchste Wert aller Mitgliedsländer. In Litauen, ebenfalls ein Nachbarland Russlands, waren es 77 % (12 % negativ) und in der Tschechischen Republik 54 %. In der Slowakei, in Ungarn und in Bulgarien sah zumindest eine relative Mehrheit die NATO-Mitgliedschaft positiv.
Im Dokument von Istanbul 1999, der Gipfelerklärung der OSZE-Konferenz, heißt es:

„Jeder Teilnehmerstaat hat dasselbe Recht auf Sicherheit. Wir bekräftigen das jedem Teilnehmerstaat innewohnende Recht, seine Sicherheitsvereinbarungen einschließlich von Bündnisverträgen frei zu wählen oder diese im Laufe ihrer Entwicklung zu verändern. Jeder Staat hat auch das Recht auf Neutralität. Jeder Teilnehmerstaat wird diesbezüglich die Rechte aller anderen achten. Sie werden ihre Sicherheit nicht auf Kosten der Sicherheit anderer Staaten festigen. Innerhalb der OSZE kommt keinem Staat, keiner Staatengruppe oder Organisation mehr Verantwortung für die Erhaltung von Frieden und Stabilität im OSZE-Gebiet zu als anderen, noch kann einer/eine von ihnen irgendeinen Teil des OSZE-Gebiets als seinen/ihren Einflussbereich betrachten.“

Wegen unterschiedlicher Positionen der NATO und Russlands zum von der Ukraine beabsichtigten Beitritt zum Nordatlantikvertrag und damit in Zusammenhang stehenden Fragen wurde der NATO-Russland-Rat wieder reaktiviert. Die Sitzung des Rates hatte der NATO-Generalsekretär Jens Stoltenberg am 12. Januar 2022 auf Vorschlag Russlands einberufen, um in direkten Dialog über die Ukraine-Frage zu treten. Russland stellte im Rahmen der Gespräche seine Abkommensentwürfe der für die Sicherheit in Europa notwendigen NATO-Garantien vor, die sowohl eine weitere Osterweiterung des Bündnisses als auch die Stationierung von NATO-Waffen in unmittelbarer Nähe der russischen Grenzen ausschließen. Ungeachtet der zunehmenden Spannungen und des militärischen Aufmarsches russischer Streitkräfte an der Grenze zur Ukraine hielt die NATO weiterhin an einer Beitrittsperspektive für das an Russland grenzende unabhängige Land fest. Der NATO-Generalsekretär stellte in Brüssel klar, dass die Allianz das Recht auf Selbstbestimmung der Staaten Europas nicht antasten werde. Ein NATO-Beitritt sei allein die Entscheidung der Ukraine und der Mitgliedsstaaten des Bündnisses, so Stoltenberg. Moskau hingegen ist strikt gegen eine Osterweiterung der NATO.
Eine „infantile Behauptung“ nannte Lettlands Präsident Egils Levits die angebliche Mitverantwortung der NATO-Osterweiterung am Ausbruch des Russisch-Ukrainischen Krieges. Die NATO habe niemals erwogen, Russland anzugreifen, und die behauptete Mitverantwortung sei „lächerlich und absurd“.